# Родниковское сельское поселение (Татарстан)
Родниковское се́льское поселе́ние — муниципальное образование в Алексеевском районе Татарстана Российской Федерации.
Административный центр — село Родники.

## История
Статус и границы сельского поселения установлены Законом Республики Татарстан от 31 января 2005 года № 11-ЗРТ «Об установлении границ территорий и статусе муниципального образования "Алексеевский муниципальный район" и муниципальных образований в его составе».

## Население
| 2010 | 2011 | 2012 | 2013 | 2014 | 2015 | 2016 |
| ---- | ---- | ---- | ---- | ---- | ---- | ---- |
| 504  | ↘502 | ↘481 | ↘472 | ↘469 | ↘447 | ↘440 |
| 2017 | 2018 |      |      |      |      |      |
| ↘437 | ↘415 |      |      |      |      |      |

## Состав сельского поселения
| № | Населённый пункт | Тип населённого пункта       | Население |
| - | ---------------- | ---------------------------- | --------- |
| 1 | Андреевка        | деревня                      |           |
| 2 | Берёзовка        | деревня                      |           |
| 3 | Мордовский Булак | деревня                      |           |
| 4 | Родники          | село, административный центр |           |
| 5 | Тиган-Буляк      | деревня                      |           |